# Município de Knox (condado de Vinton, Ohio)
O município de Knox (em inglês: Knox Township) é um município localizado no condado de Vinton no estado estadounidense de Ohio. No ano de 2010 tinha uma população de 559 habitantes e uma densidade populacional de 8,61 pessoas por km².

## Geografia
O município de Knox encontra-se localizado nas coordenadas 39° 14′ 46″ N, 82° 17′ 17″ O. Segundo a Departamento do Censo dos Estados Unidos, o município tem uma superfície total de 64.95 km², da qual 64,57 km² correspondem a terra firme e (0,59 %) 0,38 km² é água.

## Demografia
Segundo o censo de 2010, tinha 559 pessoas residindo no município de Knox. A densidade populacional era de 8,61 hab./km². Dos 559 habitantes, o município de Knox estava composto pelo 98,75 % brancos, o 0,54 % eram amerindios e o 0,72 % eram de uma mistura de raças. Do total da população o 1,43 % eram hispanos ou latinos de qualquer raça.